# Kjetil André Aamodt
Kjetil André Aamodt (Oslo, 1971. szeptember 2. –) olimpiai és világbajnok norvég alpesisíző, minden idők egyik legeredményesebb és legsokoldalúbb sízője.
8 olimpiai érméből 4 aranyérem, 12 világbajnoki érméből 5 arany. 21 világkupa-futamgyőzelme van, 8 szakági és egy összetett világkupa-elsősége. Azon 5 férfi alpesisíző közé tartozik, aki mind az öt szakágban tudott világkupa-futamot nyerni, egyedülálló módon olimpiai és vb-érmei között is mind az öt diszciplína megtalálható.
Aamodt minden idők legfiatalabb és legidősebb olimpiai bajnoka a férfi alpesi számokban. 4 aranyérmével minden idők legeredményesebbje, megelőzi a háromszoros bajnokokat, Toni Sailert és Jean-Claude Killyt. 20 olimpiai- és vb-érme úgyszintén rekordnak számít. 1989 és 2006 között 13252 pontot szerzett a világkupában, ami szintén minden idők legtöbbje.
2007 januárjában vonult vissza. 2003-ban egy betörő valamennyi addigi olimpiai érmét ellopta, így csak a később nyert torinói aranyérme van nála.

## Világkupa-győzelmei

### Összetett
| Szezon | Szakág                 |
| ------ | ---------------------- |
| 1993   | Szuperóriás-műlesiklás |
| 1993   | Óriás-műlesiklás       |
| 1994   | Összetett              |
| 1994   | Kombináció             |
| 1997   | Kombináció             |
| 1999   | Kombináció             |
| 2000   | Műlesiklás             |
| 2000   | Kombináció             |
| 2002   | Kombináció             |

### Versenygyőzelmek
Összesen 21 győzelem (8 kombináció, 6 óriás-műlesiklás, 5 szuperóriás-műlesiklás, 1 lesiklás, 1 műlesiklás)
| Dátum              | Helyszín     | Szakág                 |
| ------------------ | ------------ | ---------------------- |
| 1992. március 15.  | Aspen        | Szuperóriás-műlesiklás |
| 1992. november 28. | Sestrières   | Óriás-műlesiklás       |
| 1993. március 7.   | Aspen        | Szuperóriás-műlesiklás |
| 1993. március 21.  | Kvitfjell    | Szuperóriás-műlesiklás |
| 1993. március 21.  | Oppdal       | Óriás-műlesiklás       |
| 1993. március 26.  | Åre          | Szuperóriás-műlesiklás |
| 1993. március 27.  | Åre          | Óriás-műlesiklás       |
| 1994. január 11.   | Hinterstoder | Óriás-műlesiklás       |
| 1994. január 29.   | Chamonix     | Lesiklás               |
| 1994. január 30.   | Chamonix     | Kombináció             |
| 1994. március 19.  | Vail         | Óriás-műlesiklás       |
| 1996. március 7.   | Kvitfjell    | Szuperóriás-műlesiklás |
| 1997. január 14.   | Adelboden    | Óriás-műlesiklás       |
| 1998. január 25.   | Kitzbühel    | Kombináció             |
| 1999. január 24.   | Kitzbühel    | Kombináció             |
| 2000. január 9.    | Chamonix     | Kombináció             |
| 2000. január 16.   | Wengen       | Műlesiklás             |
| 2000. január 23.   | Kitzbühel    | Kombináció             |
| 2002. január 13.   | Wengen       | Kombináció             |
| 2002. január 20.   | Kitzbühel    | Kombináció             |
| 2003. január 19.   | Wengen       | Kombináció             |